# Region La Libertad
Die Region La Libertad [la liβeɾˈtað] (span. Región La Libertad, Quechua La Libertad suyu) ist eine Verwaltungsregion im nordwestlichen Peru. Auf einer Fläche von 25.515 km² lebten im Jahr 2015 1.859.600 Menschen. Die Hauptstadt ist Trujillo.

## Geographie
In La Libertad liegt die Mündung des Río Moche in den Pazifik. Dort gründete das Volk der Chimú um etwa 1300 seine Hauptstadt Chan Chan (mochica: „Sonne-Sonne“).
La Libertad ist die einzige Region, die alle drei Landschaftstypen des Landes aufweist: Küste, Gebirge und Regenwald. Die Region hat etliche Sandstrände zu bieten, u. a. Huanchaco und Pacasmayo. Im Osten herrschen Gebirge vor.

## Gliederung
Die Region La Libertad ist in zwölf Provinzen (diese wiederum in 83 Distrikte) unterteilt.
| Provinz           | Hauptstadt        |
| ----------------- | ----------------- |
| Ascope            | Ascope            |
| Bolívar           | Bolívar           |
| Chepén            | Chepén            |
| Gran Chimú        | Cascas            |
| Julcán            | Julcán            |
| Otuzco            | Otuzco            |
| Pacasmayo         | San Pedro de Lloc |
| Pataz             | Tayabamba         |
| Sánchez Carrión   | Huamachuco        |
| Santiago de Chuco | Santiago de Chuco |
| Trujillo          | Trujillo          |
| Virú              | Virú              |

## Geschichte
Archäologischen Forschungen zufolge, war die Region La Libertad seit 1200 v. Chr. besiedelt. Man fand Überreste der Cupisnique, Salinar, Virú, Mochica, Sican, Chachapoya und Chimú-Kulturen.